# 格林菲爾德鎮區 (愛荷華州卡爾霍恩縣)
格林菲爾德鎮區（英語：Greenfield Township）是位於美國愛荷華州卡爾霍恩縣的一個行政鎮區。

## 地方資料
根據2010年美國人口普查的數據，格林菲爾德鎮區的面積為95.77平方千米，當中陸地面積為95.77平方千米，而水域面積為0.00平方千米。當地共有人口275人，而人口密度為每平方千米2.87人。